# David Colmer
David Colmer (* um 1945) ist ein walisischer Badmintonspieler. 

## Karriere
David Colmer wurde 1967 erstmals nationaler Meister in Wales. Sechs weitere Titelgewinne folgten bis 1979. 1970 nahm er an den British Commonwealth Games teil.

## Sportliche Erfolge
| Saison | Veranstaltung                | Disziplin    | Platz | Name                           |
| ------ | ---------------------------- | ------------ | ----- | ------------------------------ |
| 1967   | Wales: Einzelmeisterschaften | Herrendoppel | 1     | J. Hartstill / David Colmer    |
| 1971   | Wales: Einzelmeisterschaften | Mixed        | 1     | David Colmer / Pamela Jeremiah |
| 1975   | Wales: Einzelmeisterschaften | Herrendoppel | 1     | Brian Jones / David Colmer     |
| 1976   | Wales: Einzelmeisterschaften | Herrendoppel | 1     | Brian Jones / David Colmer     |
| 1977   | Wales: Einzelmeisterschaften | Herrendoppel | 1     | Brian Jones / David Colmer     |
| 1978   | Wales: Einzelmeisterschaften | Herrendoppel | 1     | Brian Jones / David Colmer     |
| 1979   | Wales: Einzelmeisterschaften | Herrendoppel | 1     | Brian Jones / David Colmer     |